# Пјано Ристечо (Терамо)
Пјано Ристечо (итал. Piano Risteccio) је насеље у Италији у округу Терамо, региону Абруцо.
Према процени из 2011. у насељу је живело 105 становника. Насеље се налази на надморској висини од 464 м.